# Мухамеджанов, Бапан
Бапан Мухамеджанов (каз. Мұхамеджанов Бапан; род. 1925, аул Бирлик, Усть-Каменогорский уезд, Семипалатинская губерния, Казакская АССР, СССР) — катодчик Усть-Каменогорского свинцово-цинкового комбината имени В. И. Ленина Министерства цветной металлургии Казахской ССР, Восточно-Казахстанская область. Участник Великой Отечественной войны и Советско-японской войны, Герой Социалистического Труда.

## Биография
Родился в 1925 году в ауле Бирлик Усть-Каменогорского уезда Семипалатинской губернии Казахской АССР СССР (ныне — Уланский район Восточно-Казахстанской области Казахстана).
В 1938 году начал работать в колхозе «Бирлик» Уланского района Восточно-Казахстанской области Казахской ССР.
В феврале 1943 года призван в армию. Участвовал в Великой Отечественной войне и Советско-японской войне. В 1945 году был наводчиком 75-го отдельного истребительно-противотанкового дивизиона 34-й стрелковой дивизии 15-й армии 2-го Дальневосточного фронта в звании младшего сержанта. Награждён медалью «За отвагу».
В 1950 году Бапан Мухамеджанов демобилизован и начал работать катодчиком на Усть-Каменогорском свинцово-цинковом комбината имени В. И. Ленина (ныне Казцинк) Министерства цветной металлургии Казахской ССР, где проработал до пенсии в 1975 году. Первым его наставником был опытный катодчик Герой Социалистического Труда Василий Дмитриевич Дегтярёв, который обучил его всем тонкостям работы. Он являлся активным новатором производства, им подано и внедрено восемь рационализаторских предложений. В 1960 году Бапан Мухамеджанов получил звание ударником коммунистического труда и его имя занесено в книгу Почета комбината.
29 декабря 1973 года указом Президиума Верховного Совета СССР за проявленную трудовую доблесть и выдающиеся успехи в выполнении социалистических обязательств, принятых на 1973 год, Бапану Мухамеджанову присвоено звание Героя Социалистического Труда с вручением ордена Ленина и золотой медали «Серп и Молот».
В 1967 году стал членом Коммунистической партии Советского Союза. Активно участвовал в общественной жизни, неоднократно избирался членом партийного бюро электролитного отделения комбината, являлся активным рабкором многотиражной газеты «Металлург». После выхода на пенсию жил в Усть-Каменогорске.

## Награды
- Медаль «За отвагу», 12 сентября 1945 года
- Медаль «За победу над Японией»
- Медаль «В ознаменование 100-летия со дня рождения Владимира Ильича Ленина», 1970 год
- Орден Ленина, 29 декабря 1973 года
- Медаль «Серп и Молот», 29 декабря 1973 года
- Орден Октябрьской Революции, 30 марта 1971 года
- Звание «Почётный металлург»